# Rio das Antas (rio de Santa Catarina)
O rio das Antas é um curso de água do oeste do estado de Santa Catarina.
Nasce a 12 km da cidade de Dionísio Cerqueira e, após percorrer cerca de 60 km no sentido norte-sul, desagua no rio Uruguai, 2 km a montante da cidade de Mondaí.
Integra a bacia hidrográfica do rio Uruguai.
No rio das Antas será construída uma barragem que provocará  inundação de uma área de 91 hectares e 10,5 quilômetros de extensão, formando um lago que banhará as divisas territoriais dos municípios de Flor do Sertão, Descanso, Romelândia e São Miguel do Oeste.
O investimento está sendo feito pela Coopercentral Aurora e pela Cooperalfa (sediadas em Chapecó), Ceraçá (Saudades), Cooper A-1 (Palmitos), CooperItaipu (Pinhalzinho), Coopérdia (Concórdia), Coopercampos (Campos Novos) e Cooperativa Auriverde (Cunha Porã).
O conjunto barragem/usina terá capacidade máxima de geração para 16,5 MW (geração média de 9 MW) e uma produção anual da ordem de 80.000 MWh. A barragem será erguida em concreto e deverá ter 19 metros de altura, 245 metros de comprimento na crista e lâmina de vertedouro de 185 metros.

## Biodiversidade
Há na bacia do Rio das Antas o registro de 373 espécies de vertebrados terrestres, sendo 283 de aves, 46 de herpetofauna (anfíbios e répteis) e 44 de mamíferos. Essa riqueza total é menor do que o já registrado em outras bacias que já possuem estudos publicados. Não há uma variação significativa na composição de espécies entre as diferentes regiões da bacia. Todos os grupos de fauna têm registros de espécies ameaçadas, dos quais a aves e mamíferos são os que possuem maior riqueza de espécies ameaçadas de extinção.